# OFC Champions League 2010-2011
La OFC Champions League 2010-2011 è la decima edizione della OFC Champions League, la massima competizione calcistica per squadre di club dell'Oceania.
La competizione è stata vinta dal club neozelandese dell'Auckland City che di conseguenza ha conquistato l'accesso alla Coppa del mondo per club FIFA 2011 che si disputerà in Giappone nel mese di dicembre 2011.

## Squadre partecipanti
| Squadra            | Nazione            | Qualificazione                                                        |
| ------------------ | ------------------ | --------------------------------------------------------------------- |
| Lautoka F.C.       | Figi               | Campione Fiji National Football League 2010                           |
| AS Magenta         | Nuova Caledonia    | Campione Division Honneur 2010                                        |
| Waitakere United   | Nuova Zelanda      | Campione New Zealand Football Championship 2009/10                    |
| Auckland City F.C. | Nuova Zelanda      | 1º nella regular season del New Zealand Football Championship 2009/10 |
| PRK Hekari United* | Papua Nuova Guinea | Campione Papua New Guinea National Soccer League 2009/10              |
| Koloale F.C.       | Isole Salomone     | Campione Solomon Islands National Club Championship 2010              |
| AS Tefana          | Polinesia francese | Campione Division Fédérale 2009/10                                    |
| Amicale F.C.       | Vanuatu            | Campione Vanuatu Premia Divisen 2010                                  |

* = Campioni in carica

## Fase a gruppi
La vincente di ogni gruppo accede alla finale.

### Gruppo A
| Squadra           | PG | V | N | P | GF | GS | DR | Pt |
| ----------------- | -- | - | - | - | -- | -- | -- | -- |
| Amicale F.C.      | 6  | 3 | 1 | 2 | 12 | 7  | +5 | 10 |
| Koloale           | 6  | 3 | 0 | 3 | 10 | 10 | 0  | 9  |
| Lautoka           | 6  | 2 | 2 | 2 | 6  | 13 | -7 | 8  |
| PRK Hekari United | 6  | 1 | 3 | 2 | 10 | 8  | +2 | 6  |

|                   | AMI   | HEK   | KOL   | LAU   |
| ----------------- | ----- | ----- | ----- | ----- |
| Amicale F.C.      | –     | 3 - 3 | 2 - 0 | 5 - 1 |
| PRK Hekari United | 1 - 2 | –     | 4 - 0 | 1 - 1 |
| Koloale           | 1 - 0 | 2 - 1 | –     | 1 - 2 |
| Lautoka           | 1 - 0 | 0 - 0 | 1 - 6 | –     |

| Arbitro: | Nick Waldron |

|              |           |                            |
| Fa'arodo 57’ | Marcatori | 23’ Masauvakalo 49’ Wetney |

| Arbitro: | Chris Kerr |

|          |           |                 |
| Paia 34’ | Marcatori | 15’, 25’ Mayora |

| Arbitro: | Peter O'Leary |

|                                      |           |  |
| Fa'arodo 32’, 64’ Jack 45’ Iniga 76’ | Marcatori |  |

| Arbitro: | John Saohu |

|            |           |  |
| Nawatu 19’ | Marcatori |  |

| Arbitro: | Matt Conge |

|                            |           |  |
| Maemae 14’ Masauvakalo 40’ | Marcatori |  |

| Lautoka 15 gennaio 2011, ore 15.00 UTC+13 | Lautoka | 0 – 0 | PRK Hekari United | Churchill Park |

| Port Vila 5 febbraio 2011                                                                                     | Amicale F.C. | 3 – 3                           | PRK Hekari United | Korman Stadium |
| \| \| \| \| \| Maemae 39’ (rig.) Malas 51’ Masauvakalo 74’ \| Marcatori \| 58’, 82’ Vaketalesau 90+4’ Tiwa \| |              |                                 |                   |                |
| |              |                                 |                   |                |
| Maemae 39’ (rig.) Malas 51’ Masauvakalo 74’                                                                   | Marcatori    | 58’, 82’ Vaketalesau 90+4’ Tiwa |                   |                |

| Lautoka 5 febbraio 2011                                                                                    | Lautoka   | 1 – 6                                                         | Koloale | Churchill Park |
| \| \| \| \| \| Nawatu 14’ \| Marcatori \| 19’ (rig.) Bule 25’ Suri 28’, 62’, 77’ (rig.) Totori 52’ Sale \| |           |                                                               |         |                |
| |           |                                                               |         |                |
| Nawatu 14’                                                                                                 | Marcatori | 19’ (rig.) Bule 25’ Suri 28’, 62’, 77’ (rig.) Totori 52’ Sale |         |                |

| Honiara 26 febbraio 2011                                   | Koloale   | 2 – 1      | PRK Hekari United | Lawson Tama Stadium |
| \| \| \| \| \| Beui 21’, 66’ \| Marcatori \| 79’ Manuca \| |           |            |                   |                     |
|                                                            |           |            |                   |                     |
| Beui 21’, 66’                                              | Marcatori | 79’ Manuca |                   |                     |

| Port Vila 26 febbraio 2011                                                                     | Amicale F.C. | 5 – 1       | Lautoka | Korman Stadium |
| \| \| \| \| \| Masauvakalo 7’, 45+2’, 89’ Maemae 29’ Wetney 33’ \| Marcatori \| 68’ Avinesh \| |              |             |         |                |
|                                                                                                |              |             |         |                |
| Masauvakalo 7’, 45+2’, 89’ Maemae 29’ Wetney 33’                                               | Marcatori    | 68’ Avinesh |         |                |

| Honiara 19 marzo 2011                      | Koloale   | 1 – 0 | Amical | Lawson Tama Stadium |
| \| \| \| \| \| Nawo 83’ \| Marcatori \| \| |           |       |        |                     |
|                                            |           |       |        |                     |
| Nawo 83’                                   | Marcatori |       |        |                     |

| Port Moresby 19 marzo 2011                                 | PRK Hekari United | 1 – 1     | Lautoka | PMRL Stadium |
| \| \| \| \| \| Setefano 90+5’ \| Marcatori \| 38’ Finau \| |                   |           |         |              |
|                                                            |                   |           |         |              |
| Setefano 90+5’                                             | Marcatori         | 38’ Finau |         |              |

### Gruppo B
| Squadra          | PG | V | N | P | GF | GS | DR  | Pt |
| ---------------- | -- | - | - | - | -- | -- | --- | -- |
| Auckland City    | 6  | 4 | 2 | 0 | 12 | 2  | +10 | 14 |
| Waitakere United | 6  | 2 | 2 | 2 | 8  | 8  | 0   | 8  |
| AS Magenta       | 6  | 2 | 1 | 3 | 6  | 7  | -1  | 7  |
| AS Tefana        | 6  | 1 | 1 | 4 | 5  | 14 | -9  | 4  |

|                  | AUC   | MAG   | TEF   | WAI   |
| ---------------- | ----- | ----- | ----- | ----- |
| Auckland City    | –     | 3 - 0 | 5 - 0 | 1 - 0 |
| AS Magenta       | 0 - 1 | –     | 1 - 0 | 1 - 1 |
| AS Tefana        | 1 - 1 | 0 - 3 | –     | 3 - 1 |
| Waitakere United | 1 - 1 | 2 - 1 | 3 - 1 | –     |

| Arbitro: | Norbert Hauata |

|                                         |           |  |
| McGeorge 18’ Mulligan 30’ Koprivcic 34’ | Marcatori |  |

| Arbitro: | Andrew Achari |

|                                      |           |              |
| Krishna 45’ Gwyther 81’ Lovemore 83’ | Marcatori | 23’ Williams |

| Arbitro: | Mike Hester |

|           |           |  |
| Saiko 65’ | Marcatori |  |

| Arbitro: | Averii Jaques |

|             |           |                 |
| Krishna 82’ | Marcatori | 90+2’ Feneridis |

| Arbitro: | Rakesh Varman |

|               |           |              |
| Marmouyet 52’ | Marcatori | 90’ Berlanga |

| Arbitro: | John Saoh |

|              |           |            |
| Waltrone 76’ | Marcatori | 69’ Pearce |

| Faa'a 6 febbraio 2011                                                                          | AS Tefana | 3 – 1               | Waitakere United | Stade Louis Ganivet |
| \| \| \| \| \| L. Teahu 20’ A. Tehau 30’ Williams 90+1’ \| Marcatori \| 45+2’ (rig.) Pearce \| |           |                     |                  |                     |
|                                                                                                |           |                     |                  |                     |
| L. Teahu 20’ A. Tehau 30’ Williams 90+1’                                                       | Marcatori | 45+2’ (rig.) Pearce |                  |                     |

| Nouméa 6 febbraio 2011                         | AS Magenta | 0 – 1        | Auckland City FC | Stade Numa-Daly Magenta |
| \| \| \| \| \| \| Marcatori \| 83’ Expósito \| |            |              |                  |                         |
|                                                |            |              |                  |                         |
|                                                | Marcatori  | 83’ Expósito |                  |                         |

| Arbitro: | Peter O'Leary |

|           |           |  |
| Kelly 12’ | Marcatori |  |

| Faa'a 27 febbraio 2011                                              | AS Tefana | 0 – 3                             | AS Magenta | Stade Louis Ganivet |
| \| \| \| \| \| \| Marcatori \| 22’ Lolohea 78’, 81’ Gope-Fenepej \| |           |                                   |            |                     |
|                                                                     |           |                                   |            |                     |
|                                                                     | Marcatori | 22’ Lolohea 78’, 81’ Gope-Fenepej |            |                     |

| Auckland 19 marzo 2011                                                                        | Auckland City FC | 5 – 0 | AS Tefana | Kiwitea Street |
| \| \| \| \| \| Vicelich 28’ Koprivcic 44’, 90+1’ Milne 59’ Hogg 90’ (rig.) \| Marcatori \| \| |                  |       |           |                |
|                                                                                               |                  |       |           |                |
| Vicelich 28’ Koprivcic 44’, 90+1’ Milne 59’ Hogg 90’ (rig.)                                   | Marcatori        |       |           |                |

| Auckland 19 marzo 2011                                               | Waitakere United | 2 – 1      | AS Magenta | Fred Taylor Park |
| \| \| \| \| \| De Vries 32’ Pearce 88’ \| Marcatori \| 29’ Longue \| |                  |            |            |                  |
|                                                                      |                  |            |            |                  |
| De Vries 32’ Pearce 88’                                              | Marcatori        | 29’ Longue |            |                  |

## Finale
| Squadra 1    | Totale | Squadra 2     | Andata | Ritorno |
| ------------ | ------ | ------------- | ------ | ------- |
| Amicale F.C. | 1 – 6  | Auckland City | 1 - 2  | 0 - 4   |

| Arbitro: | Bertrand Billon |

|                 |           |                                  |
| Masauvakalo 67’ | Marcatori | 22’ (rig.) Exposito 82’ Corrales |

| Arbitro: | Norbert Hauata |

|                                                              |           |  |
| Feneridis 26’ Koprivcic 62’ (rig.) Exposito 72’ McGeorge 82’ | Marcatori |  |

## Classifica marcatori
| Gol | Rigori |  | Giocatore            | Squadra           |
| --- | ------ |  | -------------------- | ----------------- |
| 7   |        |  | Fenedy Masauvakalo   | Amicale F.C.      |
| 4   | 1      |  | Daniel Koprivčić     | Auckland City     |
| 3   | 1      |  | Allan Pearce         | Waitakere United  |
| 3   | 1      |  | Manel Expósito       | Auckland City     |
| 3   |        |  | Henry Fa'arodo       | PRK Hekari United |
| 3   | 1      |  | Alick Maemae         | Amicale F.C.      |
| 3   | 1      |  | Benjamin Totori      | Koloale           |
| 2   |        |  | Roy Krishna          | Waitakere United  |
| 2   |        |  | Matthew Mayora       | Lautoka           |
| 2   |        |  | Valerio Nawatu       | Lautoka           |
| 2   |        |  | Jack Wetney          | Amicale F.C.      |
| 2   |        |  | Axel Williams        | AS Tefana         |
| 2   |        |  | Osea Vakatalesau     | PRK Hekari United |
| 2   |        |  | Mostyn Beui          | Koloale           |
| 2   |        |  | Georges Gope-Fenepej | Magenta           |
| 2   |        |  | Alex Feneridis       | Auckland City     |